# دوكيوسن
دوكيوسن (بالإنجليزية: Duquesne, Pennsylvania)‏ هي مدينة تقع في مقاطعة أليني (بنسيلفانيا) بولاية بنسيلفانيا في الولايات المتحدة. تبلغ مساحة هذه المدينة 5.3 (كم²)، بلغ عدد سكانها 5565 نسمة في عام 2010 حسب إحصاء مكتب تعداد الولايات المتحدة.

## الموقع الجغرافي
الموقع الجغرافي للمناطق المحيطة بهذه النقطة هو كالتالي:

## أعلام
- جورج واشنطن وايت
- توني مارينو
- برنارد نوفاك
- ديف مورر
- ميخائيل يونغ

## وصلات خارجية
- The US50 - Cities and Towns in Pennsylvania State

قالب:مدن بنسيلفانيا